# Lista odcinków serialu Wielki powrót
Poniżej znajduje się lista odcinków serialu telewizyjnego Wielki powrót – emitowanego przez amerykańską stację telewizyjną  HBO od 5 czerwca 2005 roku do 4 września 2005 roku. Drugi sezon będzie emitowany od 9 listopada 2014 roku także przez HBO. W Polsce pierwszy sezon był wyemitowany od 12 lutego 2014 roku do 7 maja 2011 roku przez stację TVN 7.

## Przegląd sezonów
| Sezon | Sezon | Odcinki | Premiera sezonu  | Finał sezonu    | Premiera       | Finał            | Wydanie DVD     | Wydanie DVD      | Wydanie DVD      |
| Sezon | Sezon | Odcinki | Premiera sezonu  | Finał sezonu    | Premiera       | Finał            | Region 1        | Region 2         | Region 4         |
| ----- | ----- | ------- | ---------------- | --------------- | -------------- | ---------------- | --------------- | ---------------- | ---------------- |
|       | 1     | 13      | 5 czerwca 2005   | 4 września 2005 | 12 lutego 2011 | 7 maja 2011      | 1 sierpnia 2006 | 18 września 2006 | 10 września 2008 |
|       | 2     | 8       | 9 listopada 2014 | 28 grudnia 2014 | 23 lutego 2015 | 13 kwietnia 2015 | N/A             | N/A              | N/A              |

### Sezon 1 (2005)
| Nr | #  | Tytuł                                | Reżyseria            | Scenariusz                         | Premiera HBO     | Premiera TVN 7   |
| -- | -- | ------------------------------------ | -------------------- | ---------------------------------- | ---------------- | ---------------- |
| 1  | 1  | The Comeback                         | Michael Patrick King | Lisa Kudrow, Michael Patrick King  | 5 czerwca 2005   | 12 lutego 2011   |
| 2  | 2  | Valerie Triumphs at the Upfronts     | Michael Patrick King | Lisa Kudrow, Michael Patrick King  | 12 czerwca 2005  | 19 lutego 2011   |
| 3  | 3  | Valerie Bonds with the Cast          | Michael Lehmann      | Michael Patrick King               | 19 czerwca 2005  | 26 lutego 2011   |
| 4  | 4  | Valerie Stands Up for Aunt Sassy     | Michael Lehmann      | John Riggi                         | 26 czerwca 2005  | 5 marca 2011     |
| 5  | 5  | Valerie Demands Dignity              | Greg Mottola         | Linda Wallem                       | 10 lipca 2005    | 12 marca 2011    |
| 6  | 6  | Valerie Saves the Show               | Greg Mottola         | Michael Schur                      | 17 lipca 2005    | 19 marca 2011    |
| 7  | 7  | Valerie Gets a Special Episode       | Michael Lehmann      | John Riggi                         | 24 lipca 2005    | 26 marca 2011    |
| 8  | 8  | Valerie Relaxes in Palm Springs      | Michael Lehmann      | Linda Wallem, Michael Patrick King | 31 lipca 2005    | 2 kwietnia 2011  |
| 9  | 9  | Valerie Hangs With the Cool Kids     | J. Clark Mathis      | Michael Schur                      | 7 sierpnia 2005  | 9 kwietnia 2011  |
| 10 | 10 | Valerie Gets a Magazine Cover        | David Steinberg      | Amy B. Harris                      | 15 sierpnia 2005 | 16 kwietnia 2011 |
| 11 | 11 | Valerie Stands Out on the Red Carpet | Michael Patrick King | Michael Patrick King               | 21 sierpnia 2005 | 23 kwietnia 2011 |
| 12 | 12 | Valerie Shines Under Stress          | David Steinberg      | Heather Morgan                     | 28 sierpnia 2005 | 30 kwietnia 2011 |
| 13 | 13 | Valerie Does Another Classic Leno    | Michael Patrick King | Michael Patrick King               | 4 września 2005  | 7 maja 2011      |

### Sezon 2 (2014)
| Nr | # | Tytuł                                            | Reżyseria            | Scenariusz                        | Premiera HBO      | Premiera         |
| -- | - | ------------------------------------------------ | -------------------- | --------------------------------- | ----------------- | ---------------- |
| 14 | 1 | Valerie Makes a Pilot                            | Michael Patrick King | Michael Patrick King, Lisa Kudrow | 9 listopada 2014  | 23 lutego 2015   |
| 15 | 2 | Valerie Tries to Get Yesterday Back              | Michael Patrick King | Michael Patrick King, Lisa Kudrow | 16 listopada 2014 | 2 marca 2015     |
| 16 | 3 | Valerie Is Brought to Her Knees                  | John Riggi           | Amy B. Harris                     | 23 listopada 2014 | 9 marca 2015     |
| 17 | 4 | Valerie Saves the Show                           | John Riggi           | Amy B. Harris, John Riggi         | 30 listopada 2014 | 16 marca 2015    |
| 18 | 5 | Valerie Is Taken Seriously                       | John Riggi           | John Riggi                        | 7 grudnia 2014    | 23 marca 2015    |
| 19 | 6 | Valerie Cooks in the Desert Michael Patrick King | Clark Mathis         | Michael Patrick King, Lisa Kudrow | 14 grudnia 2014   | 30 marca 2015    |
| 20 | 7 | Valerie Faces the Critics                        | Michael Patrick King | Michael Patrick King, Lisa Kudrow | 21 grudnia 2014   | 6 kwietnia 2015  |
| 21 | 8 | Valerie Gets What She Really Wants               | Michael Patrick King | Michael Patrick King, Lisa Kudrow | 28 grudnia 2014   | 13 kwietnia 2015 |

### Sezon 3 (2015-2016)
23 czerwca 2015 roku, stacja HBO zamówiła 3 serie